# کاربرد لیدار در سنجش از دور
تاکنون روش‌های متعددی از remote sensing جهت بررسی گونه‌های شیمیایی مورد مطالعه قرار گرفته‌است. بسیاری از روش‌های لیزری اسپکتروسکوپی نیز از این مطالعات ناشی شده‌اند. به‌طور مثال تا کنون لیزر ۱۰٫۶ μm co2 مربوط به اسپکتروسکوپی برای DIAL و LIBS و
لیزر ND:YAG برای LIBS و RAMAN مورد استفاده قرار گرفته‌است.
برای اولین بار یک CO2 DIAL برای شناسایی پتانسیل مواد منفجره TATP توسعه یافت. این سیستم برای اندازه‌گیری نمونه‌های گازی SF6 مورد استفاده قرار می‌گرفت. DIAL و LIDAR از یک نمونه بازتابی برای اندازه‌گیری‌های DIAL بعد از عبور از سلول آزمایشگاهی شامل
گازهای TATP استفاده می‌شدند.
اندازه‌گیری‌های DIAL توافق زیادی با آنچه از طیف‌سنج Ion Mobility به‌دست آمده بود، دارند. حساسیت شناسایی DIAL از غلظت گاز TATP حدود 0.5ng/μl برای یک مسیر ۰٫۳ متری است اما با این وجود غلظت TATP به گونه ایست که در طول زمان نامتعادل است.
در روش دوم یک سیستم گسترده UVLIBS برای آشکارسازی هدفهای جامد، شیمیایی، بیولوژیکی و مواد منفجره توسعه یافت. یک لیزر Nd:YAG,Q-Switch هماهنگ چهارم که در 266nm عمل می‌کند، برای تحریک پلاسمای LIBS در محدودهٔ 50 m مورد استفاده قرار گرفت. نشر پلاسمای LIBS در محدودهٔ ۲۴۰ تا 800nm توسط یک لیزر CO2 مشابه افزایش یافت. طیف نشری برای شناسایی و معرفی گونه‌های مورد علاقه مورد استفاده قرار
گرفت. دماهای پلاسما در جامدات مختلف اندازه‌گیری و تحلیل شد. یک برهم نهی دمایی از ۲ پالس لیزری برای این افزایش مهم بود؛ و در آخر، در یک روش سوم سیستم LIDAR, لایدار رامان 266nm برای شناسایی در محدودهٔ 15m مورد مطالعه قرار گرفت. بدین ترتیب پیش زمینه طیف‌سنجی برجسته‌ای در این طول موجها مشاهده شد.
به دلیل اینکه اجزای سازنده مواد منفجره به راحتی قابل دسترس هستند، باید ابزاری جهت شناسایی این مواد تولید شود. از این رو در اینجا به توضیح عملکرد روش DIAL برای آشکارسازی TATP می‌پردازیم. اشاره به این نکته ضروری است که فشار گاز TATP بسیار بالا و در حدود
7pa که ۱۴۰۰۰ برابر TNT است، می‌باشد.

## معرفی TATP
استون پراکسید) TATP (یک پراکسید آلی و انفجاری قوی است. این ماده شکلی شبیه به پودر
کریستال سفید با بویی تند دارد. این ماده به گرما، اصطکاک و شک بسیار حساس است.

## اطلاعات مقدماتی TATP و محاسبات سیگنال لایدار
طیف جذب حالت جامد و بخار TATP توسط FTIR اندازه‌گیری شد. از میکروسکوپ FTIR و
برای محاسبات بخار آب از یک سلول نوری ۵ سانتیمتری در دمای ۲۲ درجهٔ سانتی گراد استفاده
شد.

## تنظیم تجربی
یک آزمایشگاه DIAL و LIDAR با استفاده از لیزر CO2 پیوسته ساخته شد. نمایش آن در شکل
۵ قابل مشاهده است.
از یک لیزر CO2 1 میکرومتر استفاده شده‌است. .. پیوسته جهت تولید نشر خطی در محدودهٔ ۱
لیزر توان پیوسته‌ای در حد ۱ وات دارد و می‌تواند برای حدود. ۴ خط متفاوت از ۷٫۹ تا ۱۱٫۲
میکرومتر تنظیم شود. خروجی لیزر از طریق یک توری اپتیکی فرستاده می‌شود و از طریق مقسّم
باریکه به سمت لیزر CO2 هدایت می‌شود.
سلول SF6 طولی در ابعاد ۵ سانتی‌متر به همراه دریپه‌های ZnSe دارد، در حالی که سلول
جذبی آزمایشی دارای طول ۱٫۹۵ متر با دریچه‌های Mylar می‌باشد.
باریکهٔ لیزر پس از عبور از سلول هدایت می‌شود ولی بخش اصلی باریکه توسط آینه‌ها به سمت
هدف‌های خارج دریچه‌های آزمایشگاه هدایت می‌شود.
خروجی لایدار توسط یک تلسکوپ با قطر ۱۱ اینچ جمع‌آوری می‌شود و توسط یک آشکارساز
مایع) MCT (شناسایی می‌شود. سیگنال کوپل شده توسط یک lock-in-amplifier و مواجهه با
یک کامپیوتر مجهز به نرم‌افزار labview آشکارسازی می‌شود. در این آزمایش بیشتر از
فرکانس. ۳۳ هرتز استفاده می‌شود. تصویری از تنظیم DIAL در شکل زیر نمایش داده شده‌است.

## کالیبره کردن DIAL توسط SF6
از SF6 به عنوان گاز کالیبره کننده برای سیستم DIAL 1 میکرومتر و سابقهٔ استفاده .. نزدیک ۱
از آن توسط گروه‌های قبلی DIAL برای این منظور استفاده می‌شود.
شکل ۱ انتقال کیفی طیف SF6 را به صورت تابعی از طول موج بین. ۱ تا ۱۱ میکرومتر نشان
می‌دهد که از داده‌های NIST به دست آمده‌است.
با محاسبهٔ قدرت جذب TATP در طول موج‌های مختلف CO2 و توان خروجی انتظار رونده
CO2 در این طول موج‌های مختلف ما خط) P(24 1 میکرومتر برای استفاده به عنوان .. در ۱۳۲
on-resonance را انتخاب می‌کنیم و) R(24 1 میکرومتر برای استفاده به عنوان .. را در ۲۲
off-resonance، برای محاسبات DIAL انتخاب می‌کنیم.
در ابتدا از یک خانهٔ ساخته شده به طول ۱۹۵ سانتی‌متر با سلول‌های پلاستیک PVC با دریچه
های Mylar) برای ست-آپ لایدار استفاده شد) شکل ۱
گذردهی Mylar 1 میکرومتر حدود. ۷ درصد است. .. در ۱
در این آزمایش باریکهٔ لیزر DIAL به سمت هدف‌های خارج از دریچه‌های آزمایشگاه هدایت می
شود.
گذردهی باریکهٔ DIAL از میان اتمسفر آزاد برای بازگشت از single-retro-reflector واقع در
۱ متری خارج از دریچهٔ آزمایشگاه اندازه‌گیری می‌شود. ..
شکل ۹ بازده DIAL را به عنوان تابعی از زما ن برای دورهٔ. ۲ دقیقه نشان می‌دهد) که هم حالت
on-resonance و هم حالت off-resonance را شامل می‌شود. (
در این حالت مقدار نامعلومی از SF6 وارد سلول‌های آزمایشگاهی می‌شود و مشاهده می‌شود که
برای طول موج on-resonance در) P(24، باریکهٔ نوری به‌طور قوی جذب می‌شود. بعلاوه،
تغییراتی برای حالت off-resonance در) R(24 وجود دارد.
مشخص شده‌است که مقدار کمتری از تغییرات با جایگذاری single-retro-reflector که از
آرایه‌های طلا پوشیده شده، اندازه‌گیری شده‌است.
برای مثال تصویر ۲، سیگنال DIAL اندازه‌گیری شده برای ۴ خط مختلف CO2 با استفاده از
single-retro-reflector در فاصلهٔ .. ۱ متری با سه خط on-resonance و یک خط off-resonance را نشان می‌دهد.
از یک سلول آلومینیوم ۵ سانتی‌متری با دریچه‌هایی از جنس ZnSe استفاده شده‌است که با SF6 0.5 .. یا 2 torr پر شده‌است و برای اندازه‌گیری‌های لایدار DIAL از غلظت بیشتری از SF6
استفاده شده‌است.
تصویر سلول وکیوم شده) vaccumed (در شکل ۷ قابل مشاهده است. از یک پمپ وکیوم و گاز
چند ظرفیتی جهت کنترل فشار گاز SF6 درون سلول استفاده می‌شود. باریکهٔ DIAL توسط سلول
SF6 به سمت هدف retro-reflector واقع در .. ۱ متری خارج دریچهٔ آزمایشگاه هدایت می‌شود.
بازده لایدار به عنوان تابعی از زمان برای هر یک از رزونانس‌های روشن و خاموش) on,off)
طول موج CO2 ثبت شده‌است و در شکل. ۱ و ۱۱ برای دوغلظت متفاوت SF6 قابل مشاهده
است. در این‌جا میانگین حدود. ۱ ثانیه نمایش داده شده‌است. همان‌طور که از شکل. ۱پیداست،
برای حالتی که SF6 در فشار torr 0.2 و مسافت ۵ سانتی‌متری، حدود. ۲ درصد گذردهی
داریم.
.. همچنین شکل ۱۱ حدود. ۵ درصد گذردهی برای حالت 5 torr و مسافت ۵ سانتی‌متر نشان می
دهد. مقادیر تئوری یا انتظاری جذب با خطوط نقطه‌ای در شکل ۵ نمایش داده شده‌است.
همان‌طور که مشاهده می‌شود اندازه‌گیری‌های DIAL ما با مقادیر اندازه‌گیری شدهٔ قبلی در تطابق
اند.

## آشکارسازی DIAL از گاز TATP
از سیستم DIAL CO2 با گاز TATP در آزمایشگاه استفاده شده‌است.
در این حالت سلول آزمایشگاهی) شکل ۱(یک سلول ۱۹۵ سانتی‌متری با دریچه‌های Mylar
برای عبور طول موج CO2 است.
سلول در کنار خود دارای درگاه‌های تزریقی برای دریافت TATP است.
طیف عبوری انتظاری TATP برای مسافت ۱٫۹۵ متری از بخار TATP با غلظت ۴٫۳ پاسکال
از طیف‌سنجی FTIR محاسبه شده‌است که در شکل ۱۲ نشان داده شده‌است.
آزمایش‌های اولیهٔ DIAL توسط عبور نور لیزر CO2 از سلول جذبی آزمایشگاهی در ۱٫۹۵ متری
به سمت هدف retro-reflector و آشکارسازی پراکندگی با استفاده از تلسکوپ و آشکارساز
نیتروژن مایع انجام شده‌است.
در این حالت هدف جهت افزایش نسبت سیگنال به نویز در ۵ متری قرار داده شده‌است.
یک نمونهٔ کوچک از TATP)حدود ۱ میلی‌گرم (توسط M.Sigman فراهم شده و در حلال
کلروفروم قرار داده شده‌است و سپس نمونه به داخل سلول تزریق می‌شود و برای چند دقیقه جهت
مخلوط شده نگه داشته می‌شود. در این مدت لیزر CO2 در حالت on-resonance و خط
P(24)، عمل میک ند به‌طوری که جذب ناشی از TATP قابل مشاهده است
) با این وجود در این حالت، جذب ناچیزی قابل مشاهده است) شکل ۱۲
قابل ذکر است این که TATP بتواند به‌طور یکنواخت درون سلول پخش شود، مشکل است؛ لذا این
کار توسط پمپهای چرخشی برای مخلوط کردن گاز داخل سلول انجام می‌شود. محاسبات نشان می‌دهد
TATP, 1mg درون سلول به حجم ۱۷۰۰ سانتی‌متر مکعب غلظتی حدود 0.05ng/μl تولید
می‌کند
)برای گاز ایده‌آل در دمای ۲۵ درجه سانتی گراد، 1Pa=0.07ng/μl و در دمای ۷۰ درجه سانتی
گراد، 1Pa=0.088ng/μl می‌باشد. (
و مسیر نوری درون سلول جذبی، یک سلول شیشه‌ای دوم برای TATP برای افزایش فشار بخار
افزایش دما و در نتیجه افزایش فشار مورد استفاده قرار گرفته‌است. این سلول حدود ۳۰ سانتی‌متر
ساخته شده‌است. تصویر این سلول جدید در شکل ۱۳ قابل مشاهده Milar است و از دریچه‌های
است، که در آن سلول تا حدود ۷۰ درجه گرم شده‌است.
شکل ۱۴ یک نمونهٔ ۲۰۰μl از TATP که به داخل یک سلول تزریق شده و عبور باریکه لیزر
DIAL در حالت on-resonance از داخل سلول را نشان می‌دهد. همان‌طور که مشاهده می‌شود
هنگام تزریق گاز حدود ۱۰ درصد جذب داریم. با استفاده از ضریب نزدیک ۱۰٫۶۳μm TATP,
و اطلاعات DIAL ما در شکل ۱۴، شکل ۱۵ غلظت حاصل از TATP بعد از تزریق آن به مدت
۲ ساعت نشان می‌دهد.